# Austin Hubbard
Austin Steven Phillip Hubbard (22 de diciembre de 1991, Sterling, Illinois, Estados Unidos) es un artista marcial mixto estadounidense. Profesional desde 2015, ha competido para la Legacy Fighting Alliance, donde es el antiguo campeón del peso ligero. Actualmente compite en la división de peso ligero en Ultimate Fighting Championship (UFC).

## Antecedentes
Nativo de Sterling, Illinois, Hubbard comenzó su carrera deportiva jugando al fútbol y practicando la lucha libre en el Newman Central Catholic High School. Mientras cursaba una licenciatura en Justicia Penal, comenzó a entrenar MMA como una forma de mantenerse en forma. Hubbard se trasladó a Denver, Colorado, y se unió al Elevation Fight Team, entrenando con Drew Dober y Neil Magny.

## Carrera en las artes marciales mixtas

### Carrera temprana
Hubbard comenzó su carrera profesional de MMA en 2015. Fue el ex campeón de peso ligero de Legacy Fighting Alliance y acumuló un récord de 10-2 antes de firmar por UFC.

### Ultimate Fighting Championship
Hubbard hizo su debut en la UFC el 18 de mayo de 2019 en UFC Fight Night: dos Anjos vs. Lee contra Davi Ramos. Perdió el combate por decisión unánime. Su segundo combate en la UFC fue el 14 de septiembre de 2019 contra Kyle Prepolec en UFC Fight Night: Cowboy vs. Gaethje. Aunque ganó este combate por decisión unánime, el síndrome compartimental en la parte superior del muslo le obligó a ir al hospital para ser operado para aliviar la hinchazón.
Seis meses después, Hubbard se enfrentó a Mark Madsen el 7 de marzo de 2020 en UFC 248. Perdió el combate por decisión unánime.
Se esperaba que Hubbard se enfrentara a Joe Solecki el 20 de junio de 2020 en UFC on ESPN: Blaydes vs. Volkov. Sin embargo, en el último minuto, Solecki fue reemplazado por el recién llegado Max Rohskopf. Ganó el combate por nocaut técnico entre el segundo y el tercer asalto después de que Rohskopf optara por no continuar.
El combate con Solecki se reprogramó el 22 de agosto de 2020 en UFC on ESPN: Munhoz vs. Edgar. Perdió el combate por sumisión en el primer asalto.
Se esperaba que Hubbard se enfrentara al recién llegado a la promoción Natan Levy el 17 de abril de 2021 en UFC on ESPN: Whittaker vs. Gastelum. Sin embargo, Levy se retiró del combate citando una lesión, y fuw reemplazado por Dakota Bush. Ganó el combate por decisión unánime.
Hubbard se enfrentó a Vinc Pichel el 21 de agosto de 2021 en UFC on ESPN: Cannonier vs. Gastelum. Perdió el combate por decisión unánime.

## Campeonatos y logros
- Legacy Fighting Alliance
  - Campeonato de Peso Ligero de la LFA (una vez)

## Récord en artes marciales mixtas
| Resultado | Récord | Oponente          | Método                                     | Evento                              | Fecha                    | Ronda | Tiempo | Localización                  | Notas                                                                  |
| --------- | ------ | ----------------- | ------------------------------------------ | ----------------------------------- | ------------------------ | ----- | ------ | ----------------------------- | ---------------------------------------------------------------------- |
| Victoria  | 16-7   | Michał Figlak     | Decisión (unánime)                         | UFC on ESPN: Nicolau vs. Perez      | 27 de abril de 2024      | 3     | 5:00   | Las Vegas, Nevada             |                                                                        |
| Derrota   | 15-7   | Vinc Pichel       | Sumisión (triangle choke)                  | UFC 292                             | 19 de agosto de 2023     | 2     | 2:39   | Boston, Massachusetts         | La final del torneo de peso ligero Ultimate Fighter 31.                |
| Victoria  | 15-6   | Kegan Agnew       | Decisión (unánime)                         | Caged Aggression 34                 | 14 de octubre de 2022    | 3     | 5:00   | Davenport, Iowa               | Ganó el campeonato de peso ligero CAMMA.                               |
| Victoria  | 14-6   | Julian Lane       | Decisión (unánime)                         | XMMA 5                              | 23 de julio de 2022      | 3     | 5:00   | Columbia, Carolina del Sur    | Pelea de peso pactado en (165 lb)                                      |
| Derrota   | 13-6   | Vinc Pichel       | Decisión (unánime)                         | UFC on ESPN: Cannonier vs. Gastelum | 21 de agosto de 2021     | 3     | 5:00   | Las Vegas, Nevada             |                                                                        |
| Victoria  | 13-5   | Dakota Bush       | Decisión (unánime)                         | UFC on ESPN: Whittaker vs. Gastelum | 17 de abril de 2021      | 3     | 5:00   | Las Vegas, Nevada             |                                                                        |
| Derrota   | 12-5   | Joe Solecki       | Sumisión (estrangulamiento por detrás)     | UFC on ESPN: Munhoz vs. Edgar       | 22 de agosto de 2020     | 1     | 3:51   | Las Vegas, Nevada             |                                                                        |
| Victoria  | 12-4   | Max Rohskopf      | TKO (retiro)                               | UFC on ESPN: Blaydes vs. Volkov     | 20 de junio de 2020      | 2     | 5:00   | Las Vegas, Nevada             |                                                                        |
| Derrota   | 11-4   | Mark Madsen       | Decisión (unánime)                         | UFC 248                             | 7 de marzo de 2020       | 3     | 5:00   | Las Vegas, Nevada             |                                                                        |
| Victoria  | 11-3   | Kyle Prepolec     | Decisión (unánime)                         | UFC Fight Night: Cowboy vs. Gaethje | 14 de septiembre de 2019 | 3     | 5:00   | Vancouver, Columbia Británica |                                                                        |
| Derrota   | 10-3   | Davi Ramos        | Decisión (unánime)                         | UFC Fight Night: dos Anjos vs. Lee  | 18 de mayo de 2019       | 3     | 5:00   | Rochester, Nueva York         |                                                                        |
| Victoria  | 10-2   | Killys Mota       | TKO (puñetazos)                            | LFA 56                              | 7 de diciembre de 2018   | 5     | 4:45   | Prior Lake, Minnesota         | Ganó el vacante Campeonato de Peso Ligero de la LFA.                   |
| Victoria  | 9-2    | Harvey Park       | Decisión (unánime)                         | LFA 39                              | 4 de mayo de 2018        | 3     | 5:00   | Vail, Colorado                |                                                                        |
| Victoria  | 8-2    | Charlie Radtke    | Decisión (unánime)                         | Caged Aggression 22                 | 10 de marzo de 2018      | 3     | 5:00   | Davenport, Iowa               | Combate de peso acordado (160 libras).                                 |
| Derrota   | 7-2    | Eric Wisely       | Decisión (unánime)                         | Caged Aggression 20                 | 7 de octubre de 2017     | 3     | 5:00   | Davenport, Iowa               | Por el Campeonato de Peso Ligero de la CAMMA.                          |
| Victoria  | 7-1    | Cameron VanCamp   | Sumisión (estrangulamiento por detrás)     | Hoosier Fight Club 34               | 9 de septiembre de 2017  | 3     | 2:44   | Hammond, Indiana              | Ganó el Campeonato de Peso Ligero del Hoosier FC.                      |
| Victoria  | 6-1    | Kristian Nieto    | Decisión (unánime)                         | SCL 59                              | 17 de junio de 2017      | 5     | 5:00   | Denver, Colorado              | Regreso al peso ligero. Ganó el Campeonato de Peso Ligero de la SCL.   |
| Victoria  | 5-1    | Cliff Wright      | Decisión (unánime)                         | Caged Aggression 18                 | 8 de octubre de 2016     | 5     | 5:00   | Davenport, Iowa               | Defendió el Campeonato de Peso Wélter de la CAMMA.                     |
| Derrota   | 4-1    | Sean McMurray     | Sumisión (estrangulamiento por detrás)     | Hoosier Fight Club 30               | 10 de septiembre de 2016 | 2     | 2:10   | Michigan City, Indiana        |                                                                        |
| Victoria  | 4-0    | Devoniere Jackson | TKO (puñetazos)                            | Caged Aggression 17                 | 2 de abril de 2016       | 2     | 3:47   | Davenport, Iowa               | Regreso al peso wélter. Ganó el Campeonato de Peso Wélter de la CAMMA. |
| Victoria  | 3-0    | Demian Papagni    | TKO (sumisión a puñetazos)                 | Pinnacle Combat 22                  | 23 de enero de 2016      | 2     | 0:40   | Dubuque, Iowa                 | Combate de peso acordado (160 libras).                                 |
| Victoria  | 2-0    | Jake Constant     | TKO (puñetazos)                            | Caged Aggression 16                 | 5 de diciembre de 2015   | 1     | 1:36   | Davenport, Iowa               | Debut en el peso ligero.                                               |
| Victoria  | 1-0    | Deven Fisher      | Sumisión (estrangulamiento por guillotina) | Caged Aggression 2                  | 5 de agosto de 2015      | 1     | 2:00   | Sturgis, Dakota del Sur       | Debut en el peso wélter.                                               |